# 無理矢理三千石
『無理矢理三千石』（むりやりさんぜんごく）は、1929年に公開された松田定次監督の日本のサイレント映画。

## スタッフ

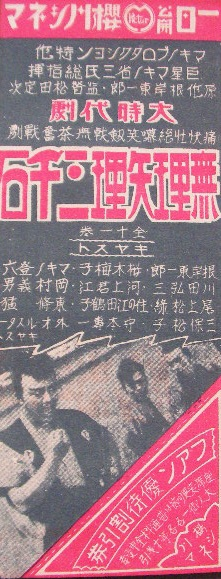
1929年公開時のチラシ

- 監督 - 松田定次[1]
- 原作 - 根岸東一郎[1]
- 撮影 - 大森伊八[1]

## キャスト
- 根岸東一郎[1]
- 桜木梅子[1]
- 川田弘三[3]
- 岡村義男[3] - 泥木田泥兵衛
- マキノ登六[3]
- 尾上松緑[3]
- 守本専一[3]
- 住の江田鶴子[3]
- 河上君江[3]
- 三保松子[3]
- 東條猛[3]

## 受賞歴
- 1929年度 第6回キネマ旬報賞
  - 日本映画ベスト・テン8位　『無理矢理三千石』（松田定次監督）[4]